# Jules Gaildrau
Jules Gaildrau, né le 22 septembre 1816 à Paris où il est mort le 22 janvier 1898, est un peintre et graveur français.

## Biographie
Jules Dominique Gaildrau est le fils de François Paul Gaildrau, lunetier, et de Marie Anne Violet.
En 1841, il épouse à Villemomble Adrienne Hardy.
Il expose au Salon de 1848 à 1857.
Il collabore avec Le Monde illustré ainsi que sa fille.
Alors que la capitale se restructure en démolissant de nombreuses maisons et immeubles, il propose ses dessins et gravures de toutes les maisons amenées à disparaitre, il commence par la rue Monsieur-le-Prince.
Il meurt à son domicile de la rue Mazarine à l'âge de 81 ans. Il est inhumé le 24 janvier 1898 au cimetière parisien de Bagneux.

## Galerie

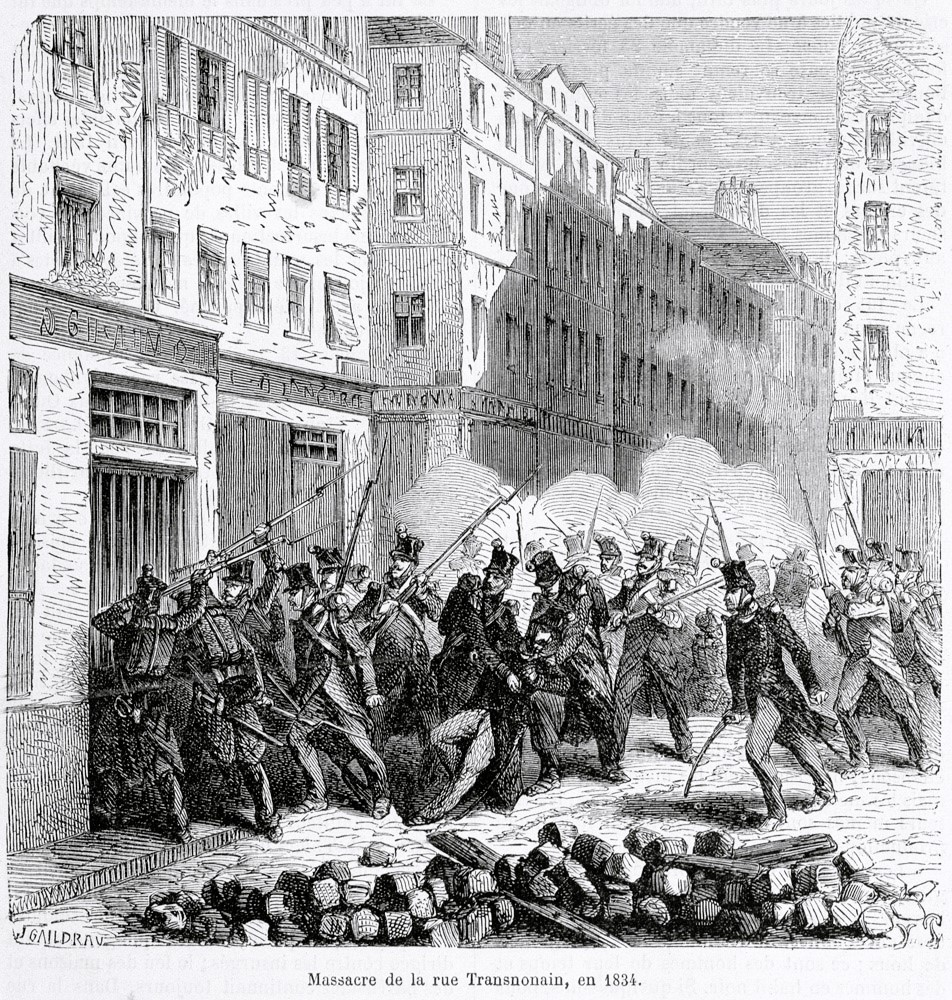
Le massacre de la rue Transnonain en 1834 à Paris.
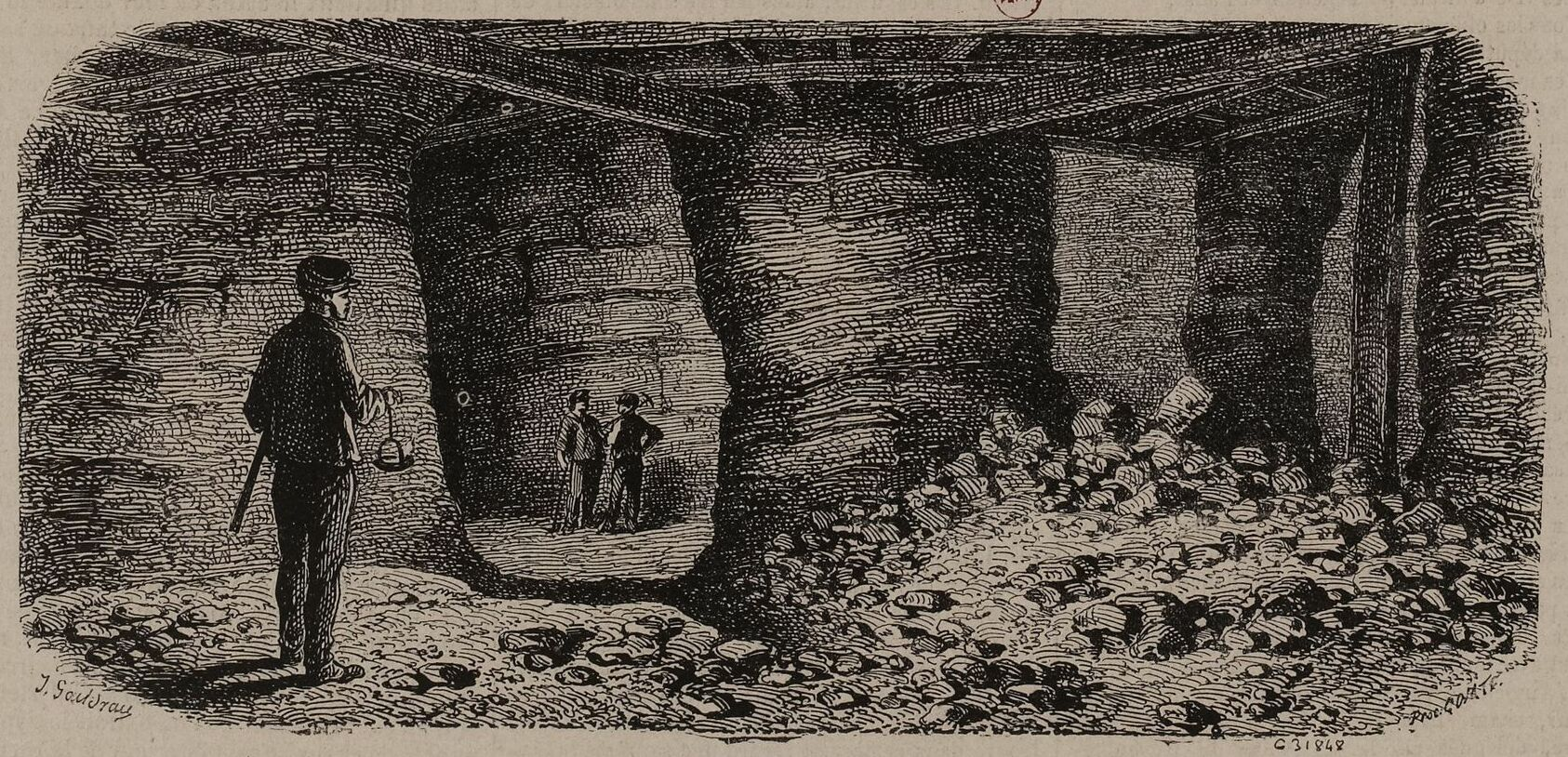
Les carrières d'Amériques à Paris.
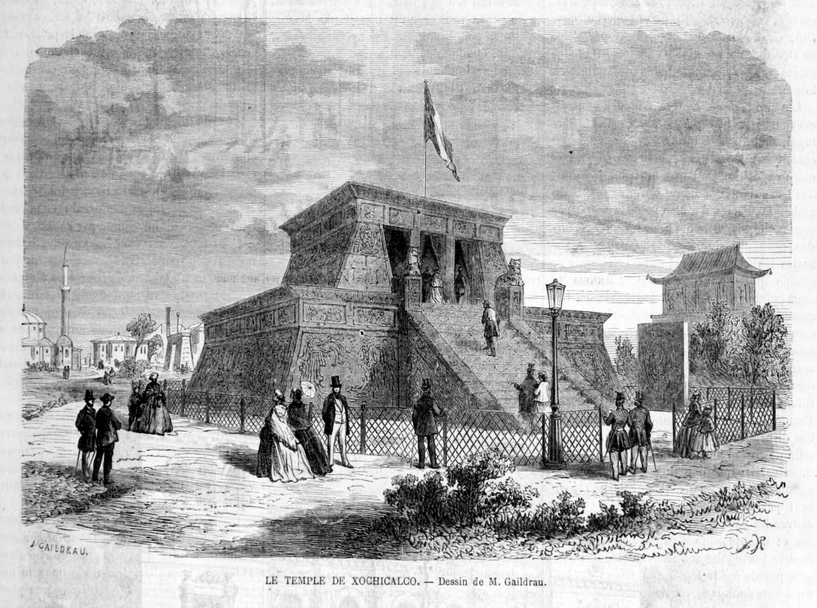
Le Temple de Xochicalco lors de l'Exposition universelle de Paris en 1867.
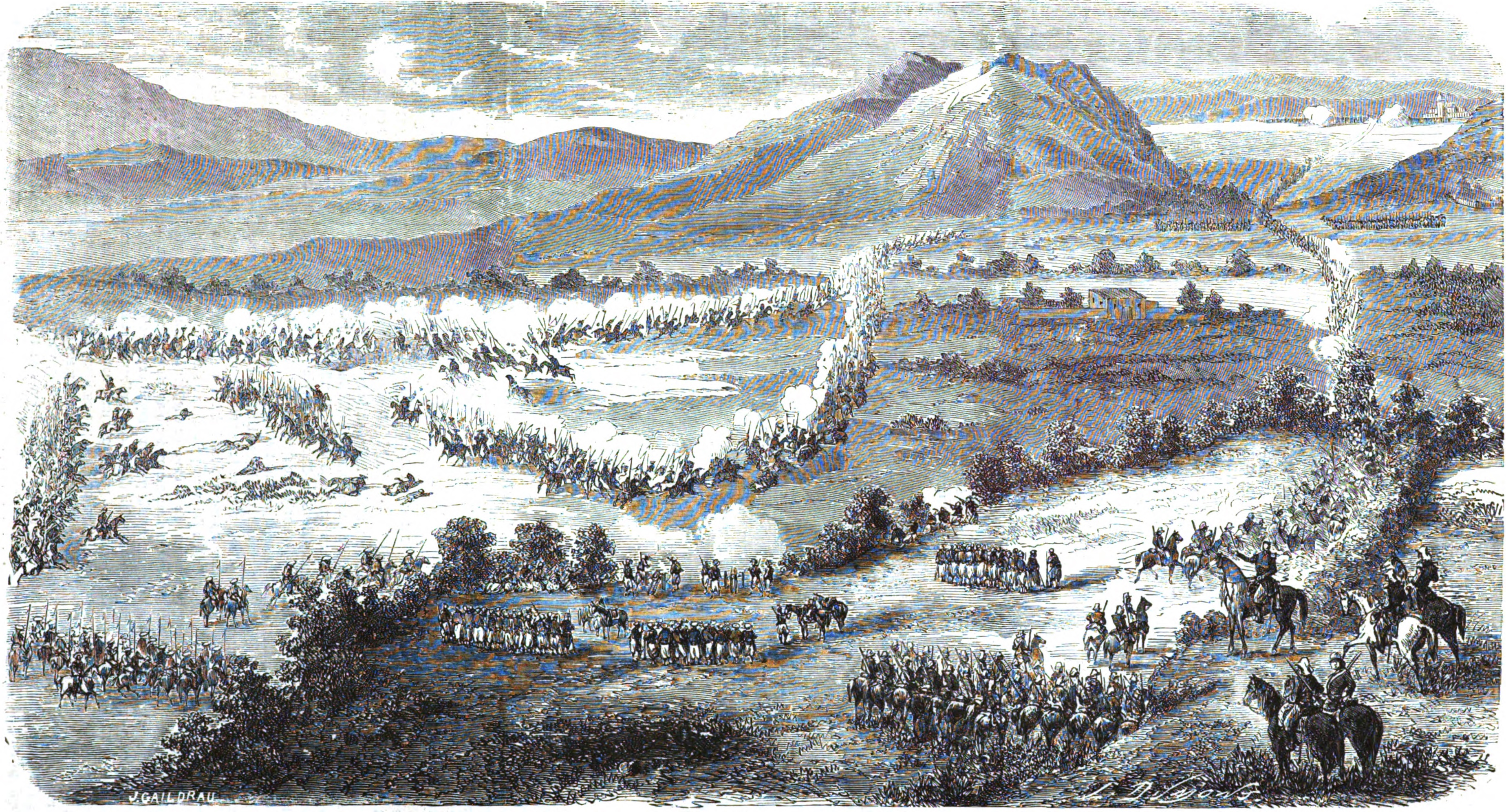
Expédition du Mexique, d'après un croquis de M. Girardin.
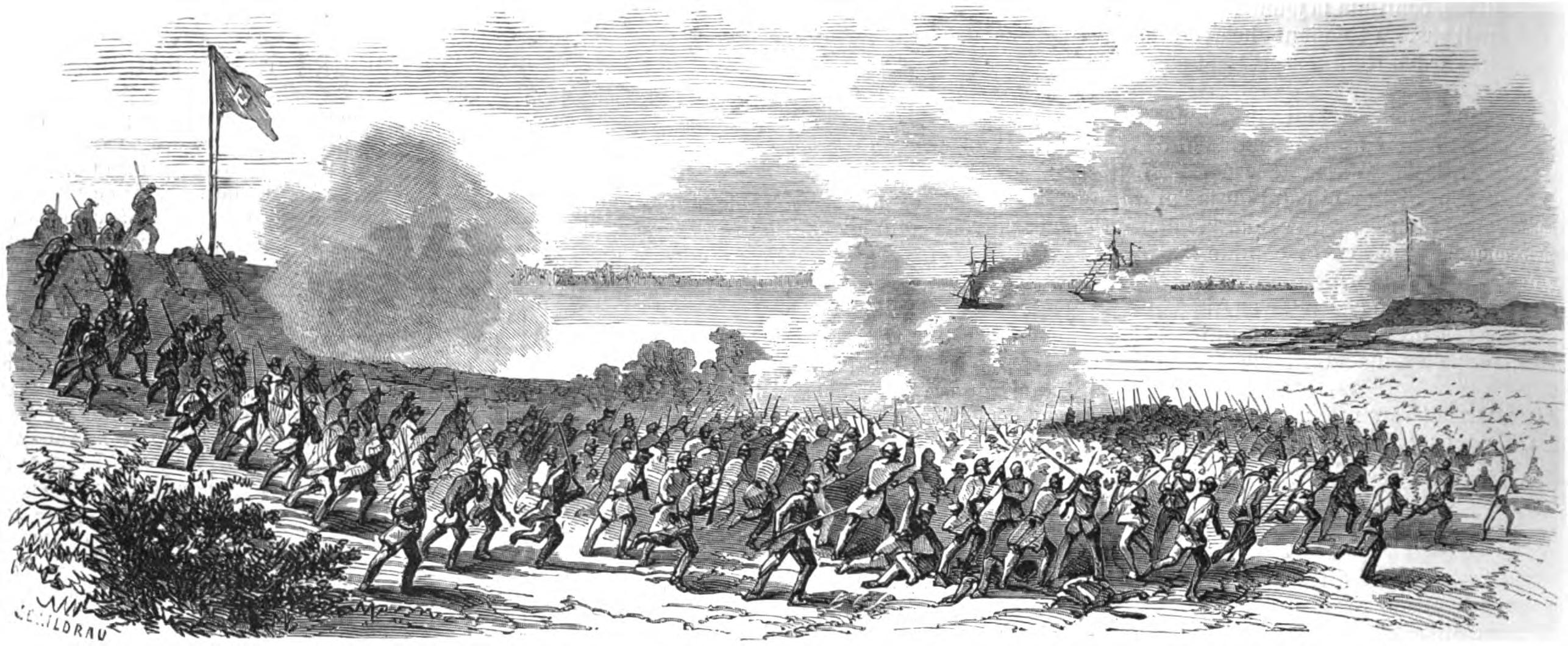
Guerre du Paraguay, combat de l’île de la Rédemption.
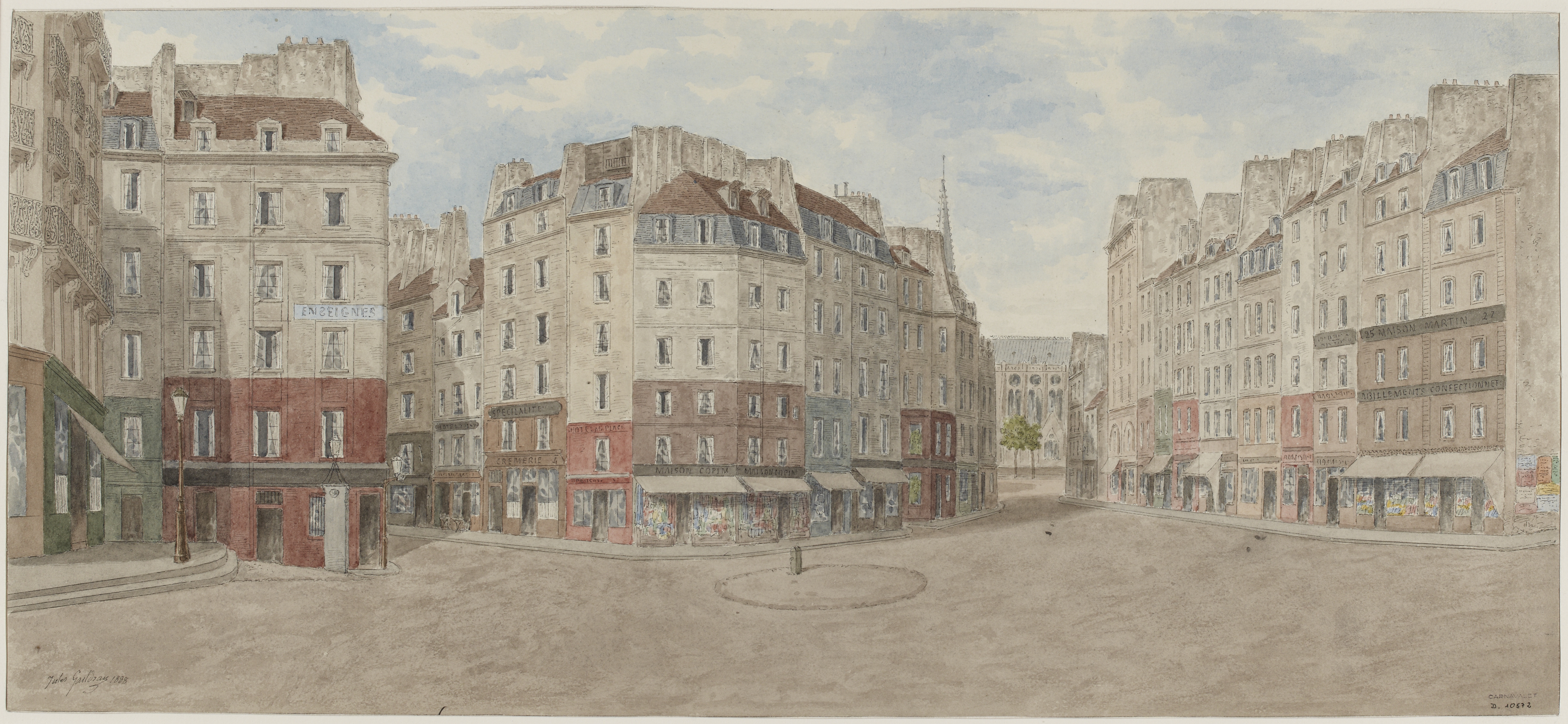